# Square Louis-Majorelle
Pour les articles homonymes, voir Majorelle.
Le square Louis-Majorelle est un espace vert du 11e arrondissement de Paris, en France.

## Situation et accès
Le square occupe un espace grossièrement rectangulaire, entre les 24-30, rue de la Forge-Royale à l'ouest, les 27-29, rue Saint-Bernard au nord et les 23-25, rue Saint-Bernard à l'est, dans le 11e arrondissement de Paris. Il est bordé au sud par des habitations.
Au nord, de l'autre côté de la rue Saint-Bernard se trouvent le square Raoul-Nordling et l'église Sainte-Marguerite.
Le site est accessible par le 24-30, rue de la Forge-Royale.
Il est desservi par la ligne 8 à la station Faidherbe - Chaligny.

## Historique
Le square est créé en 1994 par l'AGENCE TER. Il porte le nom de l'ébéniste français Louis Majorelle (1859-1926), membre de l'École de Nancy, le jardin étant créé lors du centenaire de ce courant artistique.

### Généralités
Le square prend une forme rectangulaire. Il mesure 2 700 m2.

### Espèces végétales
Le square possède de nombreux hortensias.